# 欽戈拉
欽戈拉是非洲中部國家贊比亞的城市，由銅帶省負責管轄，毗鄰與剛果民主共和國接壤的邊境，建城於1943年，海拔高度1,363米，2008年人口157,340。